# Mamsera
Mamsera ist ein Verwaltungsbezirk (Ward) des Distrikts Rombo in der tansanischen Region Kilimandscharo.

## Geografie
Mamsera liegt im Nordosten von Tansania 30 Kilometer Luftlinie östlich der Regionshauptstadt Moshi. Der Bezirk grenzt im Norden an Manda, im Nordosten an Mengwe, im Osten an Chala, im Süden an Mahida und im Westen an Mwika Kaskazini des Distrikts Moshi.
Bei der Volkszählung 2022 lebten 4836 Menschen in 1359 Haushalten auf einer Fläche von 4,4 Quadratkilometern.

## Gliederung
Der Bezirk besteht aus zwei Gemeinden (Mtaa) mit acht Orten (Kitongoji):
| Mamsera Juu - Malamsha - Kilemeni - Kwamungu | Mamsera Kati - Baande - Mbengoni - Kiwe - Kishingoni - Kwakisuma |

## Wirtschaft und Infrastruktur
- Gesundheit: Im Bezirk befindet sich eine private Apotheke.[7]

- Verkehr: Die beiden Gemeinden Mamsera Juu und Mamsera Kati liegen westlich und östlich der asphaltierten Nationalstraße T21, die östlich des Kilimandscharo nach Kenia führt.[8]

## Sonstiges
Im Berg Uwa wurde im Jahr 2007 ein 68 Meter langer Tunnel entdeckt, der während des Krieges zwischen den Rombos und den Massai als Versteck diente.